# Союз Т-5
Союз Т-5 — радянський космічний корабель (КК) серії «Союз Т», типу Союз Т (7К-СТ). Серійний номер 11Л. Реєстраційні номери: NSSDC ID: 1982-042A; NORAD ID: 13173.
Перший політ до орбітальної станції Салют-7.
Старт з першим основним екіпажем (ЕО-1): Березовий/Лебедєв; посадка з екіпажем других відвідин (ЕП-2) Попов/Серебров/Савицька.
Під час польоту корабля Союз Т-5 відбулись польти кораблів Союз Т-6, Прогрес-13, Прогрес-14, шатла Колумбія місії STS-4 і почався політ корабля Союз Т-7.

## Параметри польоту
- Маса корабля — 6850 кг
- Нахил орбіти — 51,6°
- Орбітальний період — 88,7 хвилини
- Перигей — 190 км
- Апогей — 231 км

## Екіпаж

### Стартовий
- Основний

Командир ЕО-1 Березовий Анатолій Миколайович
Бортінженер ЕО-1 Лебедєв Валентин Віталійович
- Дублерний

Командир ЕО-1 Титов Володимир Георгійович
Бортінженер ЕО-1 Стрекалов Геннадій Михайлович
- Резервний

Командир ЕО-1 Ляхов Володимир Афанасійович
Бортінженер ЕО-1 Александров Олександр Павлович

### Посадковий
Командир ЕП-2 Попов Леонід Іванович
Бортінженер ЕП-9 Серебров Олександр Александрович
Космонавт-дослідник Бортінженер ЕО-1 Савицька Світлана Євгенівна

## Хронологія польоту
Скорочення в таблиці: КК — космічний корабель; ПСП — передній стикувальний порт; ЗСП — задній стикувальний порт 
Позначення на схемах: S7 — орбітальна станція «Салют-7»; T — корабель типу «Союз Т»; P — корабель типу «Прогрес»
| Дата       | Час (UTC) | Подія | Схема                   |
| ---------- | --------- | --- | ----------------------- |
| 1982 рік   |           | |                         |
| 13 травня  | 09:58:05  | З космодрому Байконур ракетою-носієм Союз-У (11А511У) запущено КК Союз Т-5 з ЕО-1: Березовий/Лебедєв.                                                               | Салют-7                 |
| 14 травня  | 11:35:59  | Стикування КК Союз Т-5 з ЕО-1 до ПСП орбітальної станції Салют-7. Екіпаж станції після стикування: Березовий/Лебедєв (ЕО-1).                                        | Союз Т-5+Салют-7        |
| 23 травня  | 05:56:41  | З космодрому Байконур ракетою-носієм Союз-У (11А511У) запущено КК Прогрес-13.                                                                                       | Союз Т-5+Салют-7        |
| 25 травня  | 07:56:35  | Стикування КК Прогрес-13 до ЗСП комплексу Салют-7 — Союз Т-5. | Союз Т-5+Сал-7+Прог-13  |
| 4 червня   | 06:31     | Відстикування КК Прогрес-13 від ЗСП комплексу Салют-7 — Союз Т-5.                                                                                                   | Союз Т-5+Салют-7        |
| 6 червня   | 00:05     | Гальмівний імпульс КК Прогрес-13. | Союз Т-5+Салют-7        |
| 6 червня   | 00:50?    | Схід з орбіти КК Прогрес-13. | Союз Т-5+Салют-7        |
| 24 червня  | 16:29:48  | З космодрому Байконур ракетою-носієм Союз-У (11А511У) запущено КК Союз-Т6 з ЕП-1 (Джанібеков/Іванченков/Кретьєн).                                                   | Союз Т-5+Салют-7        |
| 25 червня  | 17:46:22  | Стикування КК Союз Т-6 з ЕП-1 до ЗСП комплексу Салют-7 — Союз Т-5. Екіпаж станції після стикування: Березовий/Лебедєв/Джанібеков/Іванченков/Кретьєн (ЕО-1 і ЕП-1).  | Союз Т-5+Сал-7+Союз Т-6 |
| 27 червня  | 15:00:00  | З космодрому на мисі Канаверал запущено шатл Колумбія місії STS-4 з екіпажем Меттінглі/Хертсфілд.                                                                   | Союз Т-5+Сал-7+Союз Т-6 |
| 2 липня    | 11:03:48  | Відстикування КК Союз-Т6 з ЕП-1 (Джанібеков/Іванченков/Кретьєн) від ЗСП комплексу Салют-7 — Союз Т-5. Екіпаж станції після відстикування: Березовий/Лебедєв (ЕО-1). | Союз Т-5+Салют-7        |
| 2 липня    | 13:35?    | Гальмівний імпульс КК Союз Т-6. | Союз Т-5+Салют-7        |
| 2 липня    | 14:20:40  | Посадка КК Союз-Т6 за 65 км на північний схід від міста Аркалик. | Союз Т-5+Салют-7        |
| 4 липня    | 15:10?    | Гальмівний імпульс шатла місії STS-4. | Союз Т-5+Салют-7        |
| 4 липня    | 16:10:44  | Посадка шатла місії STS-4 з екіпажем Меттінглі/Хертсфілд на доріжці 22 авіабази Едвардс.                                                                            | Союз Т-5+Салют-7        |
| 10 липня   | 09:57:44  | З космодрому Байконур ракетою-носієм Союз-У (11А511У) запущено КК Прогрес-14.                                                                                       | Союз Т-5+Салют-7        |
| 12 липня   | 11:41     | Стикування КК Прогрес-14 до ЗСП комплексу Салют-7 — Союз Т-5. | Союз Т-5+Сал-7+Прог-14  |
| 29 липня   | 12        | Схід з орбіти ТКС (транспортний корабель постачання) Космос-1267 разом зі станцією Салют-6.                                                                         | Союз Т-5+Сал-7+Прог-14  |
| 30 липня   | 02:39     | Початок виходу ЕО-1(Березовий/Лебедєв) у відкритий космос. | Союз Т-5+Сал-7+Прог-14  |
| 30 липня   | 05:12     | Закінчення виходу ЕО-1 у відкритий космос тривалістю 2:33. | Союз Т-5+Сал-7+Прог-14  |
| 10 серпня  | 22:11     | Відстикування КК Прогрес-14 від ЗСП комплексу Салют-7 — Союз Т-5.                                                                                                   | Союз Т-5+Салют-7        |
| 13.08.1982 | 01:29     | Гальмівний імпульс КК Прогрес-14. | Союз Т-5+Салют-7        |
| 13.08.1982 | 02:15?    | Схід з орбіти КК Прогрес-14. | Союз Т-5+Салют-7        |
| 19 серпня  | 17:11:52  | З космодрому Байконур ракетою-носієм Союз-У (11А511У) запущено КК Союз Т-7 з ЕП-2 (Попов/Серебров/Савицька).                                                        | Союз Т-5+Салют-7        |
| 20 серпня  | 18:32     | Стикування КК Союз Т-7 з ЕП-2 до ЗСП комплексу Салют-7 — Союз Т-5. Екіпаж станції після стикування: Березовий/Лебедєв/Попов/Серебров/Савицька (ЕО-1 і ЕП-2).        | Союз Т-5+Сал-7+Союз Т-7 |
| 27 серпня  | 11:43     | Відстикування КК Союз Т-5 з ЕП-2 (Попов/Серебров/Савицька) від ПСП комплексу Салют-7 — Союз Т-7. Екіпаж станції після відстикування: Березовий/Лебедєв (ЕО-1).      | Салют-7+Союз Т-7        |
| 27 серпня  | 14:15?    | Гальмівний імпульс КК Союз Т-5. | Салют-7+Союз Т-7        |
| 27 серпня  | 15:04:16  | Посадка КК Союз Т-5. | Салют-7+Союз Т-7        |